# Fernando Ansúrez I av Kastilien
Fernando Ansúrez I av Kastilien, död efter 929, var regerande greve av Kastilien mellan 927 och 929.